# Mikael Olsson (fotograf)
Mikael Olsson, född 1969 i Lerum, är en svensk fotokonstnär och skådespelare, examinerad vid Göteborgs universitets fotoutbildning 1996. Olsson har bland annat gjort boken Södrakull Frösakull (Steidl 2011) om formgivaren Bruno Mathssons sommarhus. Olsson har samarbetat med bland andra filmskaparen Luca Guadagnino modedesignern Jun Takahashi, arkitekturhistorikern Beatriz Colomina och författaren Péter Nádas. Olsson deltog 2018 på huvudutställningen vid arkitekturbiennalen i Venedig. 

## Biografi
Utbildad 1993 till 1996 på foto- och filmutbildningen vid Göteborgs universitet. Fakulteten leddes av Gertrud Sandqvist, Tuija Lindström och Gunilla Knape. Bland lärarna fanns Lewis Baltz, Mary Kelly, Jan Kaila, Stefan Bremer, Bruce Davidson, Andres Serrano, Sven Westerlund, Nan Goldin och Per L-B Nilson. Under studieåren inledde Olsson ett 13 år långt samarbete med Göteborgs filmfestival som resulterade i ett flertal publikationer för festivalen.Han har Olsson publicerat två  böcker på Steidl och representeras av Galerie Nordenhake. Olsson medverkar som skådespelare i den Guldpalmsvinnande filmen The Square 2017 av Ruben Östlund, i Luca Guadagninos Suspiria 2018 samt i Isaac Juliens installation och film Lessons of the hours (2019) 2018 deltog Olsson på arkitekturbiennalens huvudutställning i Venedig 2018 tillsammans med arkitekten Petra Gipp och ArkDes . 

### Fotografi

#### on | auf
I on | auf (2020) skildras en paviljong av Herzog & de Meuron och konstnären Ai Weiwei. Olsson följer objektet från idéstadiet i arkitekternas och konstnärens arkiv till dess tillfälliga placering i London och vidare till en privat egendom. Boken innehåller en essä av den ungerske författaren Péter Nádas.

#### Södrakull Frösakull
I Södrakull Frösakull (Steidl, 2011) är utgångspunkten formgivaren Bruno Mathssons två privata hus och iscensatta rum relaterade till det moderna Sveriges 1900-talshistoria.

### Filmer
- KOSTA 3:30 med Andreas Roth. Ljud: Carsten Nicolai [12]
- SALLE 2:118 SIRI Mikael Olsson och Jakob Marky [13]

### Utställningar i urval
Separatutställningar
- Södrakull Frösakull på House of Sweden, Washington DC (2012)[16]
- Arthur Ross Architecture Gallery på Columbia University, New York (2011)[17]
- Galerie Nordenhake i Stockholm (2010)[18]
- Mikael Olssons film KOSTA 3:30 (med Andreas Roth. Ljud: Carsten Nicolai) visades på CINEORAMA, Düsseldorf (2012)
- Hasselblad Center i Gothenburg (2009)[19]
- DOKU.ARTS på Akademie der Kuenste, Berlin (2007)[20]
- Moderna Museet i Stockholm (2006)[21]
- Mikael Olsson och Jakob Markys film SALLE 2:118 SIRI visades på Moderna Museet, Stockholm (2006)[21]

Grupputställningar
- Gathered Fates på Galerie Nordenhake, Berlin (2015)
- Platsens själ på Artipelag (2012)[22]
- STENA15 på Göteborgs Konstmuseum (2011)[23]
- Momentum Design på Momentum Kunsthall Moss och From the Collection på Hasselblad Center, Göteborg (2010)
- Instabilt på Kulturhuset i Stockholm och Bildmuseet i Umeå (2004)
- Insight-Out på Kunstraum Innsbruck, Kunsthaus Baselland samt Kunsthaus Hamburg (1999)
- Speed of Life på Uppsala Konst- museum (1998).

### Skådespelare
- The Square (2017) Ruben Östlund[24]
- Suspiria (2018) Luca Guadagnino[25]
- Lessons of the hours (2019) Isaac Julien[26]

### Uppdrag
Olsson har återkommande uppdrag för New York Times T Magazine. Till de mer kända hör ett fotoreportage från den italienske regissören Luca Guadagninos hem i Crema.

### Mode
Olssons fotografier från filmen Suspiria är tryckta på modeskaparen Jun Takahashis UNDERCOVER-kollektion LAB 19AW WOMENS "SUSPIRIUM".